# 不想放手
《不想放手》是香港歌手陳奕迅的國語專輯，於2008年6月30日發行。該專輯於隔年奪下台灣第20屆金曲獎最佳國語專輯獎，陳奕迅成為首位也是唯一一位兩次奪下該獎項的香港歌手。該屆評審總召陳樂融指一整張專輯內斂、耐聽，其他入圍者的作品並不如陳奕迅這張專輯爐火純青。

## 專輯簡介
本專輯收錄九首國語歌曲（《27 Seconds》為純音樂，因而不屬於國語歌曲），及一首英文單曲《Aren't You Glad》，全碟均由Jim Lee監製。本來《Aren't You Glad》是由英國音樂人Russell Harris一手包辦作曲與填詞的歌曲，被陳奕迅採用後由林夕寫上國語歌詞；但由於陳奕迅認為原裝的英文歌詞較能表達出反諷的意味，於是決定採用英文歌詞錄音，成為其加入樂壇以來第一首英文單曲。陳奕迅亦表示日後有機會便會在表演活動中演唱《Aren't You Glad》的國語版本《恭喜你》。

## 曲目
| 曲序 | 曲目                                 |                      | 作曲           | 编曲                 | 备注     |
| ---- | ------------------------------------ | -------------------- | -------------- | -------------------- | -------- |
| 1.   | 27 Seconds （Music box of 然後怎樣） |                      | 曲世聰         |                      | 純音樂   |
| 2.   | 路...一直都在                        | 吳向飛、符致逸       | 符致逸         | 周國儀               |          |
| 3.   | 獨居動物                             | 吳向飛               | Level 28       | 劉志遠               |          |
| 4.   | 倒帶人生                             | 葛大為               | 方大同         | 劉志遠、周國儀       |          |
| 5.   | Aren't You Glad                      | Russell Harris       | Russell Harris | 劉志遠               | 英語歌曲 |
| 6.   | 7                                    | 吳向飛               | 倪子罔(NESE)   | 劉志遠、倪子罔(NESE) |          |
| 7.   | 不要說話                             | 小柯                 | 小柯           | 周國儀               |          |
| 8.   | 漂亮小姐                             | 倪子罔(NESE)、卓伸穎 | 倪子罔(NESE)   | 劉志遠、倪子罔(NESE) |          |
| 9.   | 臭美                                 | 吳向飛               | 曲世聰         | 周國儀               |          |
| 10.  | 土星環                               | 黃偉文               | 符致逸         | 周國儀               |          |
| 11.  | 然後怎樣+Hidden Message              | 林夕                 | 曲世聰         | 周國儀               |          |

### 音樂錄像
| 曲目次序 | 歌名            | 導演           | 首發日期      | 首發平台 | 連結                        |
| -------- | --------------- | -------------- | ------------- | -------- | --------------------------- |
| 02       | 路...一直都在   | 張一白         | 2008年5月14日 | Youtube  | 連結 （页面存档备份，存于） |
| 04       | 倒帶人生        | 馮德倫         | 2008年8月19日 | Youtube  | 連結 （页面存档备份，存于） |
| 05       | Aren't You Glad | Gurt           | 2008年9月2日  | MTVasia  | 連結 （页面存档备份，存于） |
| 06       | 7               | papajay        | 2008年9月4日  | Youtube  | 連結（页面存档备份，存于）  |
| 07       | 不要說話        | 郭偉倫、武懷寶 | 2008年9月3日  | Youtube  | 連結（页面存档备份，存于）  |
| 11       | 然後怎樣        | 張一白         | 2008年9月4日  | Youtube  | 連結（页面存档备份，存于）  |

## 大眾迴響及銷售情況
在台灣，本專輯曾登上G-Music 風雲榜 (華語榜)共九週，最高排行第4位。

## 派台歌曲
香港：《路...一直都在》、《然後怎樣》及《Aren't You Glad》

| 歌曲            | 903 專業推介 | TVB 勁歌金榜 | 997 勁爆流行榜 | RTHK 中文歌曲龍虎榜 |
| --------------- | ------------ | ------------ | -------------- | ------------------- |
| 路...一直都在   | 1            | 3            | 1              | 1                   |
| 然後怎樣        | 19           | /            | 4              | 12                  |
| Aren't You Glad | /            | /            | /              | /                   |

內地/台灣等地：《路...一直都在》、《倒帶人生》、《不要說話》及《然後怎樣》

## 相關獎項或提名

### 個人獎項
- 新加坡：第十四屆新加坡金曲獎－最佳演繹男歌手
- 中国：第九届音乐风云榜年度盛典 - 港台最佳男歌手

### 專輯《不想放手》
- 台灣：第二十屆金曲獎 - 最佳國語專輯獎（獲獎）
- 台灣：第二十屆金曲獎 - 最佳國語男歌手獎（提名）
- 台灣：2008中華音樂人交流協會－年度十大專輯
- 中國：《2009雪碧中國原創音樂流行榜音樂晚會》－最優秀專輯獎
- 中国：第九届音乐风云榜年度盛典 - 港台最佳专辑
- 新加坡：第十四屆新加坡金曲獎－最佳專輯
- 新加坡：第十四屆新加坡金曲獎－最佳專輯製作人（Jim Lee）（提名）

### 歌曲《路...一直都在》
- 香港：2008年度新城國語力頒獎禮－新城國語力歌曲
- 香港：2008年度新城國語力頒獎禮－新城國語力年度歌曲大獎
- 香港：2008年度新城國語力頒獎禮－新城全球勁爆歌
- 香港：2008年度叱吒樂壇流行榜頒獎典禮－專業推介 叱吒十大（第七位）
- 香港：第三十一屆十大中文金曲頒獎禮－優秀流行國語歌曲獎
- 香港：TVB8金曲榜頒獎典禮2008－年度金曲獎
- 香港：2008年度SINA Music樂壇民意指數頒獎禮－我最喜愛至尊國語金曲
- 中国：第九届音乐风云榜年度盛典 - 港台最佳歌曲、最佳音乐录影带
- 中國：2008年度北京流行音樂典禮－年度金曲
- 中國：2008年度雪碧中國原創音樂流行榜音樂晚會－金曲獎
- 中國：2008年中國歌曲排行榜－第28-30周榜首歌曲
- 新加坡：第十四屆新加坡金曲獎－933醉心龍虎榜十大金曲

### 歌曲《倒帶人生》
- 台灣：2008中華音樂人交流協會 - 年度十大單曲

### 歌曲《不要說話》
- 台灣：2008中華音樂人交流協會 - 年度十大單曲

### 歌曲《然後怎樣》
- 香港：2009年度新城國語力頒獎禮 - 新城國語力年度歌曲大獎

## 其他翻唱版本
- 香港歌手方大同2008年專輯《橙月 Orange Moon》收錄了歌曲《倒帶人生》的Demo版本《Orange Moon》。
- 台灣歌手林宥嘉以爵士樂版本翻唱陳奕迅的歌曲《倒帶人生》，並收錄在其2013年專輯《JAZZ CHANNEL》。

## 外部連結
G-Music 風雲榜 (華語榜)（页面存档备份，存于）